# Eduardo Chagas
Eduardo Chagas is een Portugees syndicalist.

## Levensloop
Chagas is schipper van beroep.
Hij is voormalig bestuurder van de CGTP-vakcentrale FSM, de Portugese scheepvaartsvakbond. 
In 2000 werd hij aangesteld als verantwoordelijke voor de scheepvaart binnen de European Transport Workers' Federation (ETF). Tijdens het tweede congres van deze Europese vakbondsfederatie te Mariehamn (Åland) in mei 2005 werd hij verkozen tot algemeen secretaris in opvolging van Doro Zinke. Zelf werd hij in 2019 in deze hoedanigheid opgevolgd door Livia Spera.